# La Damoiselle élue
La Damoiselle élue è un poema lirico per due soprani, coro femminile e orchestra scritto da Claude Debussy fra il 1887 e il 1888. Il testo è tratto da un poemetto di Dante Gabriel Rossetti tradotto in francese da Gabriel Sarrazin; un verso della poesia è di sottotitolo alla composizione: La Damoiselle élue s'appuyait sur la barrière d'or du ciel.

## Storia
Debussy, studente del Conservatorio di Parigi, aveva completato il 2 marzo 1887 il suo soggiorno a Roma, a Villa Medici, dove era rimasto per due anni a studiare grazie alla borsa di studio ottenuta vincendo il Prix de Rome. L'impegno con il Conservatorio lo obbligava a mandare una serie di "evois" di composizioni scritte appositamente. Rientrato a Parigi Debussy doveva ancora scrivere e consegnare il suo terzo envoi. Per questo compito egli pensò di realizzare un lavoro su un testo del pittore e poeta Dante Gabriel Rossetti, The blessed Damozel che lesse nella traduzione francese di Gabriel Sarrazin nel volume Poètes modernes d'Angleterre del 1883. L'idea di scrivere su versi di Rossetti probabilmente venne a Debussy dopo che il fratello minore, Alfred, buon conoscitore della lingua, aveva tradotto in francese la poesia The Staff and Scrip; il musicista conobbe così il poeta preraffaellita parlandone e discutendone con il fratello.
Nell'agosto del 1888, grazie all'amico Étienne Dupin, Debussy riuscì ad andare a Bayreuth e ascoltò Parsifal e I maestri cantori di Norimberga. Alla fine dell'anno completò finalmente il terzo envoi: La Damoiselle élue dedicandola a Paul Dukas. L'Accademia questa volta, a differenza delle precedenti, mostrò apprezzamento per il lavoro: "Il testo scelto...è abbastanza oscuro, ma la musica che egli ha adottato non manca di poesia né di fascino".
Debussy, abbastanza soddisfatto della sua opera, si vantò, tempo dopo, con l'amico Pierre Louÿs dicendo "di esser riuscito a non imitare il Parsifal" nonostante fosse stato da poco a Bayreuth
La Damoiselle élue fu eseguita per la prima volta in pubblico l'8 aprile 1893 alla Salle Érard di Parigi per la Société Nationale de Musique grazie all'interessamento di Ernest Chausson; interpreti furono i soprani Julia Robert e Thérèse Roger, l'orchestra fu diretta da Gabriel Marie. La reazione del pubblico fu solo in parte positiva; molti trovarono l'opera raffinata, ma prolissa; per altri il lavoro era decisamente decadente o eccedeva in cromatismi.
Nel 1902 il compositore realizzò una nuova versione perfezionando l'orchestrazione, forte dell'esperienza acquisita durante la scrittura del Pelléas et Mélisande.

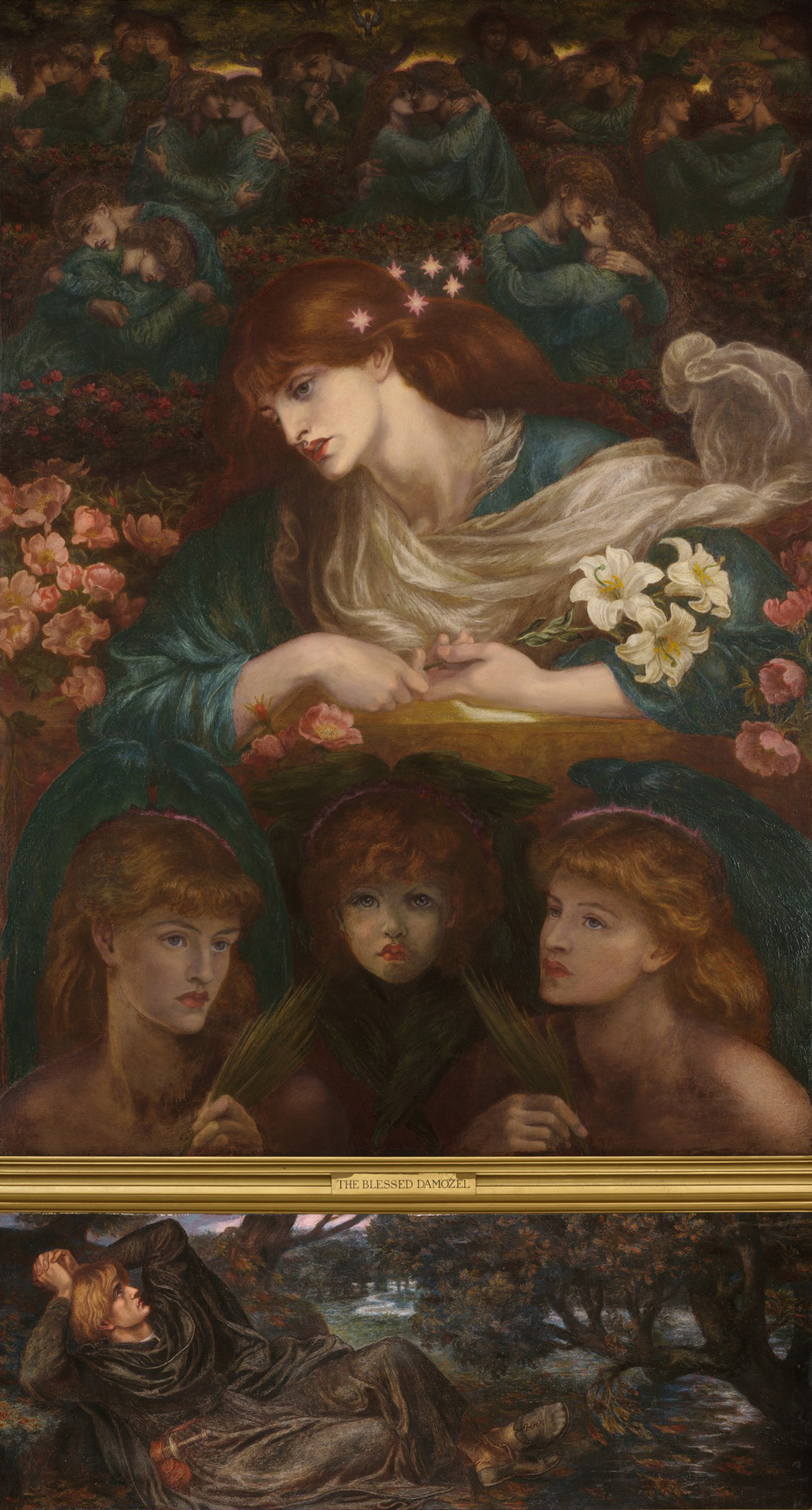
Dante Gabriel Rossetti.
The Blessed Damozel, 1871-1878

## Argomento e analisi
Dall'alto del Paradiso una giovane donna si lamenta per l'assenza del suo amato. Parallelamente, sulla Terra, il giovane crede fortemente di sentire la presenza di lei. Il poemetto vuole essere l'espressione del desiderio dell'amore eterno, che va oltre la vita, di una fanciulla che è ormai separata per sempre dal suo amato. Debussy era rimasto affascinato sia dalla poesia che dalla pittura di Rossetti. La sua futura relazione con il mondo simbolista trovò già una corrispondenza iniziale con l'arte preraffaellita grazie alle sue immagini idealizzate e allegoriche e agli atteggiamenti estetizzanti.
Rossetti aveva realizzato dal suo poemetto un quadro che riproponeva in tre rappresentazioni sovrapposte i tre momenti narrati nelle stanze della lirica: la Damoiselle, le anime beate del Paradiso, il giovane. La musica di Debussy si conforma a questa suddivisione; dopo un'introduzione orchestrale entrano il coro e la prima voce di soprano, quella della "narratrice"; la seconda parte è affidata alla seconda voce solista che interpreta la Damigella con il suo intenso desiderio, mentre la parte finale è introdotta dal coro e ancora dalla voce narrante.
Come già in altre composizioni, quali i Cinq poèmes de Baudelaire, e nonostante quanto detto dal musicista stesso a Pierre Louÿs, l'influsso wagneriano, e proprio del Parsifal, è evidente ne La Damoiselle élue. Nella parte iniziale i lenti accordi in pp sono fortemente evocativi e creano l'immagine di un'atmosfera di antica liturgia che ricordano il Preludio  del Parsifal. Al tempo stesso queste prime pagine, con la loro sonorità suggestiva, sono una chiara anticipazione del Pelléas et Mélisande.
Anche se La Damoiselle non può essere considerata una delle opere più importanti di Debussy è pur vero che essa è la prima vera composizione di ampio respiro del musicista dove l'armonia, prevalentemente diatonica e senza molti cromatismi, e l'orchestrazione, chiara e precisa, si ritroveranno in opere successive quali appunto Pelléas et Mélisande o La Mer.

## Organico
Due soprani, coro femminile. Orchestra composta da: tre flauti, due oboi, corno inglese, due clarinetti, clarinetto basso, tre fagotti, quattro corni, tre trombe, tre tromboni, due arpe, archi.